# Балануб
Балануб (авар. Бала́нуб) — село в Гунибском районе Дагестана. Входит в состав сельского поселения Сельсовет Тлогобский.

## География
Расположено в 13 км к северо-западу от районного центра с. Гуниб, на р. Кунада.

## Население
| 1926 | 1939 | 1970 | 1989 | 2002 | 2010 | 2021 |
| ---- | ---- | ---- | ---- | ---- | ---- | ---- |
| 120  | ↘59  | ↗81  | ↗94  | ↗134 | ↘117 | ↗156 |